# Miroslav Maxon
Miroslav Maxon (* 16. května 1951 Bratislava) je bývalý slovenský politik, v roce 1998 ministr financí ve třetí vládě Vladimíra Mečiara, v roce 1990 krátce poslanec Slovenské národní rady, od poloviny 90. let dlouholetý poslanec Národní rady SR, člen Rolnické strany Slovenska, později přejmenované na Novou agrární stranu, která se roku 1998 sloučila s Hnutím za demokratické Slovensko. Roku 2005 z HZDS vystoupil. Později neúspěšný volební lídr Hnutie za demokraciu (dnes Republika).

## Biografie
Nedokončil studium na Vysoké škole veterinární v Košicích. V roce 1977 absolvoval Provozně-ekonomickou fakultu Vysoké školy zemědělské v Nitře. V letech 1977–1992 pracoval v JZD Trenčín-Zámostie jako ekonom, později předseda družstva. Patřil mezi několik předsedů JZD na Slovensku, kteří nebyli členy Komunistické strany Slovenska.
Po sametové revoluci se politicky angažoval. Již v prosinci 1989 vstoupil do Československé strany zemědělské. V roce 1990 byl kooptován do Slovenské národní rady, kde setrval do prvních svobodných voleb roku 1990. V letech 1992–1994 byl ředitelem sekretariátu ministra a vedoucím úřadu ministra na Ministerstvu zemědělství Slovenské republiky. V slovenských parlamentních volbách roku 1994 byl zvolen do Národní rady SR za Rolnickou stranu Slovenska, která kandidovala v koalici s hnutím HZDS. V roce 1997 se stal místopředsedou pro ekonomiku v Nové agrární straně, která vznikla přejmenováním RSS. Na podzim 1997 obvinil Národní banku Slovenska, že není ochotna pomoci financování zemědělství.
V období leden–říjen 1998 zastával post ministra financí SR v třetí vládě Vladimíra Mečiara, přičemž od července byl členem HZDS (NAS se spojila s HZDS). Poslanecký mandát obhájil v parlamentních volbách roku 1998 a parlamentních volbách roku 2002. V červnu 2005 vystoupil z poslaneckého klubu HZDS a nadále působil jako nezařazený poslanec. Vladimír Mečiar pak Maxona označil za duševně nemocného, přičemž Maxon se chtěl bránit soudně.
Před parlamentními volbami roku 2006 se stal volebním lídrem formace Hnutie za demokraciu (dnes Republika), kterou několik let předtím založil další odpadlík z HZDS, Ivan Gašparovič, později prezident Slovenské republiky. Strana ovšem ve volbách roku 2006 získala jen 0,63 % hlasů a nedostala parlamentní zastoupení.